# Monty Burns’ Fleeing Circus
«Monty Burns' Fleeing Circus» (с англ. — «Бегущий цирк Монти Бернса») — премьерный эпизод двадцать восьмого сезона мультсериала «Симпсоны», и 597-й эпизод сериала в целом. Вышел в эфир 25 сентября 2016 года в США на канале «Fox».
По совпадению, в эпизоде упоминается гольфист Арнольд Палмер, который скончался в возрасте 87 лет в день выхода эпизода в эфир.

## Сюжет
Жители Спрингфилда обнаруживают, что статуя толстяка с пончиком Lard Lad исчезла. Полиция не может ничего сделать, и компания Lard Lad со своим китайским партнёром создают новую статую в стиле хай-тек. Но пончик своей тороидальной поверхностью отражает и фокусирует солнечные лучи, сжигая город. Мэр Квимби призывает людей всё восстановить, но и через полгода город остаётся в руинах. Симпсоны просят о помощи мистера Бёрнса, предлагая начать с малого, например с восстановления городского театра. Бёрнс вспоминает своё выступление в театре в детстве и соглашается с условием, что он поставит шоу на сцене Спрингфилда.
Бёрнс лично проводит кастинг и ищет таланты в начальной школе Спрингфилда, где приглашает Лизу Симпсон стать его личным помощником. Лиза невольно расстраивает Бёрнса, у него обостряются болезненные воспоминания о событиях в 1913 году, и он хочет отменить шоу, но всё же решает довершить начатое. В итоге на сцене повторяется детский конфуз Бёрнса, он злится на Лизу, но в конце концов прощает.
Тем временем Гомер устраивает вечеринки на атомной станции, пока нет босса, но, вспомнив, что он — начальник безопасности, пытается остановить коллег. Однако, из-за попкорна, который готовили в реакторе, начинается незапланированный салют.
В финальной сцене Лиза спрашивает Гомера, почему у Симпсонов всё всегда плохо, и он отвечает, что это из-за проклятия их предков, которые не позволили Иосифу и Марии остановиться у них дома на Рождество Иисуса.

## Рейтинги
Во время премьерного показа эпизод получил рейтинг 1.6 из 5 и его смотрели 3,36 миллиона человек, что сделало «Симпсонов» шоу с самым высоким рейтингом в тот вечер на канале «Fox».